# Phyllotreta liebecki
Phyllotreta liebecki är en skalbaggsart som beskrevs av Schaeffer 1919. Phyllotreta liebecki ingår i släktet Phyllotreta och familjen bladbaggar. Inga underarter finns listade i Catalogue of Life.